# Pauline Nyiramasuhuko
Pauline Nyiramasuhuko (Ndora, província de Butare, Abril de 1946) és una política ruandesa que va ser ministra de Benestar Familiar i Avançament de la Dona del govern interí ruandès. Va ser condemnada per haver incitat soldats i milicians per haver incitat a la violació durant el genocidi de Ruanda de 1994. Va ser jutjada per genocidi i incitació a la violació com a part del "grup de Butare" pel Tribunal Penal Internacional per a Ruanda (TPIR) a Arusha, Tanzània. En juny 2011 fou declarada culpable de set càrrecs i sentenciada a cadena perpètua. Nyiramasuhuko és la primera dona condemnada per genocidi pel TPIR, i la primera dona condemnada per violació genocida.

## Primers anys i carrera
Va néixer en una petita comunitat agrícola de Ndora, de la província de Butare, en una família hutu pobre. Va estudiar secundària a l'Ecole sociale de Karubanda. allí es va fer amiga d'Agathe Habyarimana, la futura esposa de Juvénal Habyarimana, qui esdevingué President de Ruanda el 1973.
Nyiramasuhuko estudià i treballà com a treballadora social. El 1968 es va casar amb Maurice Ntahobali, amb qui va tenir quatre fills. Un dels seus fills, Arsène Shalom Ntahobali, seria sentenciat també pel TPIR pel seu paper en el genocidi. Nyiramasuhuko va treballar per al Ministeri d'Afers Socials, Educació de les dones sobre la Salut i la cura dels nens. El 1986 va assistir a la Universitat Nacional de Ruanda per estudiar dret. Va ser Ministra de Benestar Familiar i Promoció de la Dona al govern de Habyarimana a partir de 1992.

## Antecedents de l'atac
El genocidi de Ruanda va començar el 6 d'abril de 1994, immediatament després de l'assassinat de Habyarimana. Hutus armats es van desplegar a tot el país. Van configurar punts de verificació per a la fugida dels tutsi de la resta de les multituds evacuades. El hutu es negava a participar en el genocidi era atacat. De nit, els residents de Butare podien veure la llum de les fogueres dels turons de l'oest i podien sentir trets de pobles propers. Quan Hutus armat es va reunir a la vora de Butare, els ciutadans de Butare van defensar les seves fronteres.
En resposta a la revolta, el govern interí ruandès va enviar Pauline Nyiramasuhuko des de Kigali, la capital, per intervenir en la seva ciutat natal de Butare. Ella va ordenar al governador que organitzés els assassinats. Quan aquest es va negar, el van matar, i Nyiramasuhuko va cridar les milícies de Kigali.
El 25 d'abril de 1994 milers de dones tutsis es van reunir a l'estadi on la Creu Roja proporcionava menjar i refugi. Es diu que Nyiramasuhuko va orquestrar una trampa a l'estadi. El grup paramilitar hutu Interahamwe, dirigit per Arsène Shalom Ntahobali, de 24 anys, fill de Pauline, va envoltar l'estadi. Les refugiades van ser violades, torturades, assassinades, i els seus cossos van ser cremats. Presumptament Nyiramasuhuko va dir als milicians: "abans de matar les dones, cal violar-les". En un altre incident, va ordenar als seus homes a prendreagafar llaunes de gasolina del seu cotxe i usar-les per cremar un grup de dones fins a la mort, deixant sobreviure una víctima de violació com a testimoni.
Va deixar Ruanda el 1994 després del genocidi i va anar a la República Democràtica del Congo. Va ser arrestada el 1997 a Nairobi, Kenya, amb el seu fill, Arsène Shalom Ntahobali, l'antic Primer Ministre Jean Kambanda, i vuit més. El seu fill regentava una botiga de queviures a Nairobi. La seva nora, Beatrice Munyenyezi, havia obtingut de manera fraudulenta l'asil polític als Estats Units l'any següent. Va ser sentenciada a 10 anys als Estats Units per perjuri amb relació a la seva negativa a la participació en el genocidi.

## Judici
Nyiramasuhuko fou jutjada pel Tribunal Penal Internacional per a Ruanda (ICTR) de 2001 a 2011. Va ser la primera dona a ser jutjada per un tribunal internacional. Va ser processada el 9 d'agost de 1999, sobre el càrrec de conspiració per cometre genocidi, genocidi, complicitat en el genocidi, incitació directa i pública a cometre genocidi, crims contra la humanitat, i violacions de l'article 3 comú dels Convenis de Ginebra i el Protocol addicional 3. Ella es va declarar innocent de tots els càrrecs. Nyiramasuhuko va ser jutjada a la Cambra II del TPIR amb cinc altres més com a part del "Judici de Butare" que, al seu inici en 2001 va incloure el major nombre d'acusats jutjats conjuntament en relació amb el genocidi de Ruanda. El seu fill, Arsene Shalom Ntahobali, era un dels encausats i va ser acusat d'haver liderat les forces d'Interahamwe. Les conclusions per al cas Butare es van escoltar l'1 de maig de 2009. Segons el fiscal Holo Makwaia, Nyiramasuhuko tenia la intenció de "destruir tot o part del grup ètnic tutsi a Butare".
El 24 de juny de 2011 Nyiramasuhuko va ser trobada culpable de set càrrecs com genocidi i incitació a la violació. Va ser condemnada a cadena perpètua i no podrà sol·licitar la llibertat condicional en 25 anys. Va ser absolta de tres nous càrrecs. Encara que altres dones havien estat condemnades per genocidi pels tribunals ruandesos, Nyiramasuhuko és la primera dona a ser condemnat pel TPIR. També va ser condemnada i condemnada a la cadena perpètua sense possibilitat de llibertat condicional; quatre altres funcionaris foren sentenciats a 25 anys.